# Olga Krumlovská
Olga Krumlovská (* 4. června 1963, Chomutov) je česká spisovatelka a astroložka.
Vystudovala Fakultu žurnalistiky Univerzity Karlovy v Praze.

## Dílo
- Jóga prstů aneb Jak léčit sám sebe, Litera Bohemica, 1996, ISBN 80-85916-06-1
- Místa, která léčí, Troja, 1997, ISBN 80-902428-0-4